# Tatneft
Tatneft este o companie petrolieră din Rusia, deținută de către guvernul din Tatarstan, o republică din cadrul Federației Ruse.
Se află pe locul șase în topul companiilor petroliere din Rusia.
Compania a înregistrat în anul 2013 venituri de 14,2 miliarde de dolari și un profit net de 2,2 miliarde de dolari.

## Tatneft în Ucraina
În Ucraina, Tatneft deține subsidiara Ukrtatnafta, care deține rafinăria din Kremenchuk, fondată în 1994.
Aceasta este cea mai mare rafinărie ucraineană și acoperea 35% din consumul intern de combustibili al țării în 2009.